# Flynder Kirke
Flynder Kirke ligger ret enligt lidt nord for Bækmarksbro, ca. 11 km S for Lemvig (Region Midtjylland). Indtil Kommunalreformen i 2007 lå den i Lemvig Kommune (Ringkøbing Amt), og indtil Kommunalreformen i 1970 lå den i Skodborg Herred (Ringkøbing Amt).
Kor og skib er opført i romansk tid af granitkvadre over skråkantsokkel med rille og enkelte steder med en rundstav foroven. Syddøren er tilmuret, den retkantede norddør er i brug. En døroverligger med tvillingarkader er indmuret i tårnets vestside. På kirkegården ligger en trapezformet overligger, der kan have hørt til en dør. I korets østmur ses et tilmuret romansk vindue samt en billedkvader med en fugl i cirkelfelt. Korgavlen er ommuret i 1809. Våbenhuset er opført i sengotisk tid med trappefriser på flankemurene, gavlen er helt ombygget. Tårnet er fra 1940. På kirkegården ligger en beskadiget fontekumme, som muligvis kan være kirkens gamle font.
Kor og skib har bjælkeloft. Korbuen er udvidet og er fladrundbuet. Altertavlen er fra o.1625 med malerier fra 1700-tallet, midterfeltets maleri er fra 1874. Det sengotiske korbuekrucifiks er fra o.1525. Prædikestolen er fra o.1625. I stoleværket indgår gavle med årstallet 1637 og våben for Niels Sehested (død 1627) og hans hustru Birthe Brahe samt dennes anden ægtemand Johan Caspar von Reibnitz (død 1635). I koret ses et sandstensepitafium over Thomas Maltesen Sehested (død 1609) og hans hustru Anne Lunge (død 1607) samt sønnen Malte Thomsen (død 1601). Desuden ses en figursten med anevåben over Christen Juel til Udstrup (død 1585) og Anne Lunge (død 1607) samt over dennes søster jomfru Kierstine Lunge (død 1574), på stenen ses kun Christen Juel og Anne Lunge samt hunden Sepres. I orgelfacaden er indsat malerier, som formodentlig stammer fra et tidligere pulpitur.
Den gotiske kalkstensfont er ottekantet og stammer fra Namur, der findes en nøje parallel i Frederiksstad i Sydslesvig

## Eksterne kilder og henvisninger
- Wikimedia Commons har flere filer relateret til Flynder Kirke
- Flynder Kirke Arkiveret 13. marts 2011 hos  Wayback Machine på gravstenogepitafier.dk
- Flynder Kirke Arkiveret 7. oktober 2010 hos  Wayback Machine på nordenskirker.dk
- Flynder Kirke Arkiveret 6. oktober 2013 hos  Wayback Machine hos KortTilKirken.dk
- Flynder Kirke på danmarkskirker.natmus.dk (Danmarks Kirker, Nationalmuseet)